# No. 3 Flying Training School RAF
Ecole de pilotage n°3 (RAF)
Le No. 3 Flying Training School RAF ou 3 FTS  est une école de formation militaire de la Royal Air Force, qui gère la formation élémentaire au pilotage pour la Royal Navy et la Royal Air Force et également pour la formation de tous les équipages non pilotes de la RAF et abrite l'Escadron de tutorat du Central Flying School.
Bien que l'école soit théoriquement basée au RAF Cranwell, seuls les pilotes multimoteurs et les étudiants du No. 57 Squadron RAF (en) volent depuis cet aérodrome, les éléments de la Marine étant basés à proximité de la RAF Barkston Heath et les autres pilotes stagiaires basés à la RAF Wittering.

## Historique

### Origine
Le 3 FTS a été formé pour la première fois à Scopwick (rebaptisé plus tard RAF Digby) le 26 avril 1920 à partir du No. 59 Training Squadron du No. 3 Group RAF (en). Ce mois-là, le chef d'escadron Arthur Travers Harris, plus tard AOC-in-C Bomber Command, a été nommé conjointement commandant de la station et de l'école. Le 3FTS a été transféré au No. 1 Group RAF le 31 août 1921 mais dissout le 1er avril 1922.
L'école s'est reformée à RAF Spitalgate (en) près de Grantham le 1er avril 1928, équipée d'Avro 504N et d'Armstrong Whitworth Siskin, qui ont ensuite été remplacés par l'Avro Tutor, l'Armstrong Whitworth Atlas et le Hawker Hart.

### Unités subordonnées

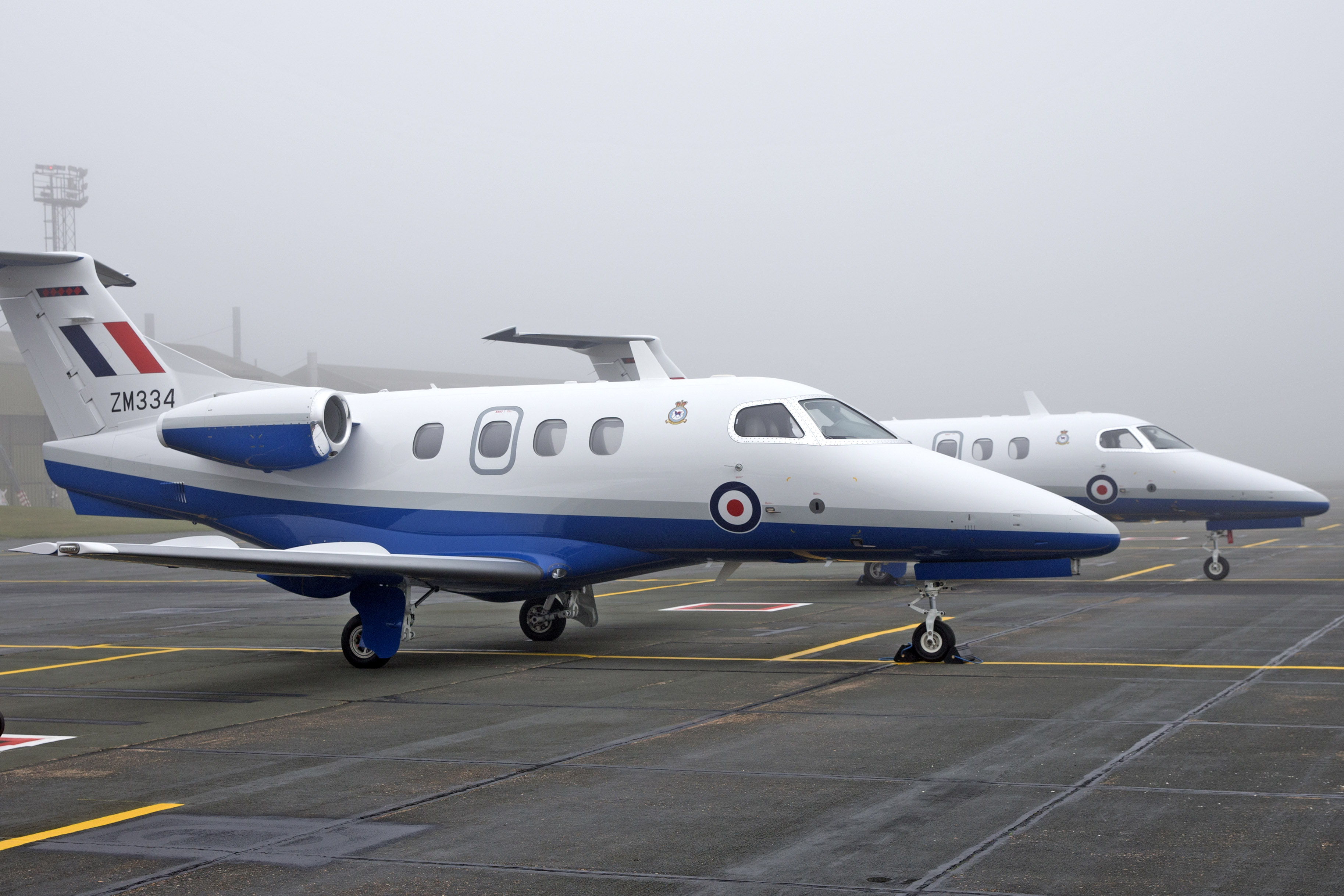
Embraer Phenom du 45e Escadron

Les Escadrilles faisant partie du 3 FTS.
- RAF Cranwell :
  - No. 45 Squadron RAF (en) - Embraer Phenom T1
  - No. 57 Squadron RAF (en) - Grob Perfect T1
  - 703 Naval Air Squadron de la Fleet Air Arm - Grob perfect T1
- RAF Wittering :
  - No. 16 Squadron RAF (en) - Grob Tutor T1

En raison de sa proximité et à cause du circuit plus fréquenté du RAF Cranwell, les unités élémentaires d'entraînement au pilotage utilisent RAF Barkston Heath pour une part importante de leurs opérations.
Le No. 674 Squadron AAC (en) a formé le contingent du 3 FTS de l'Army Air Corps jusqu'à sa démission en avril 2021.